# Łukocz

herb Łukocz

Łukocz – polski herb szlachecki.

## Opis herbu
W polu niebieskim mur biały, za  nim dzik czarny trzymający dwa klosy zboża w pysku. W klejnocie trzy pióra strusie.

## Herbowni
Brzumieński, Filipowicz, Łazowski, Łoszacki, Łukocki, Łukoski, Łuniewski, Łuszczyk, Łuszczykowicz, Plewa

## Najwcześniejsze wzmianki
Łuniewo Wielkie - Łuniewscy herbu Łukocz.